# XXXVIII Batallón de Fortaleza de la Luftwaffe
El XXXVIII Batallón de Fortaleza de la Luftwaffe (XXXVIII. Luftwaffen-Festungs-Bataillon) fue una unidad militar de la Luftwaffe durante la Segunda Guerra Mundial.

## Historia
Formado el 26 de septiembre de 1944 en Praga-Gbell, con 3 compañías. Entró en acción en Holanda y en diciembre de 1944 en Saarpfalz. Se componía de: compañía de Plana Mayor con dos prlotoners de telefonistas, dos pelotones de radiotelegrafistas, una unidad de transporte y una de intendencia.
- 1.ª Compañía de Fortaleza de la Luftwaffe
- 2.ª Compañía de Fortaleza de la Luftwaffe
- 3.ª Compañía de Fortaleza de la Luftwaffe
- 4.ª Compañía de Fortaleza de la Luftwaffe

El 15 de octubre de 1944 en Meppel, Holanda, componentes del batallón fueron utilizados para reformar la 6.ª División de Paracaidistas. A fines de octubre de 1944, se crea el II Batallón/17.º Regimiento de Paracaidistas. El 13 de noviembre de 1944, el regimiento es integrado en la División Rässler. Se hizo cargo del sector de Wassenberg. A mediados de diciembre fue retirado del frente y trasladado a Weißenburg. El 21 de diciembre de 1944, el batallón llegó al área de la 559.ª División Volksgrenadier del 1º Ejército. Por último, el batallón llegó a Steinbach en Lebach, donde fue puesto al mando de la 416.ª División de Infantería. El batallón continuó hasta 1945 con parte del personal del ejército. Su paradero final se desconoce. Fue absorbido por la 6.ª División de Paracaidistas el 20 de febrero de 1945.